# Powervolley Milano 2021-2022
Questa voce raccoglie le informazioni riguardanti la Powervolley Milano nelle competizioni ufficiali della stagione 2021-2022.

## Stagione
Nella stagione 2021-22 la Powervolley Milano assume la denominazione sponsorizzata di Allianz Milano.
Partecipa per l'ottava volta alla Superlega; chiude la regular season di campionato al quinto posto in classifica, qualificandosi per i play-off scudetto: arriva fino ai quarti di finale, sconfitta dal Modena; accede ai play-off per il 5º posto, non passa alla fase finale a seguito del quinto posto nel girone.
A seguito dell settimo posto in classifica al termine del girone di andata della regular season partecipa alla Coppa Italia: viene eliminata nei quarti di finale a seguito della gara persa contro la Lube.

## Organigramma societario
Area direttiva
- Presidente: Lucio Fusaro
- Vicepresidente: Ivano Fusaro
- Consigliere delegato: Francesco Ioppolo
- Direttore generale: Fabio Carpita
- Segreteria generale: Federica Bonalume
- Team manager: Romano Bertoldi
- Direttore sportivo: Fabio Lini
- Consulente progetti speciali: Claudio Galli
- Consulente legale: Giuseppe Marino

Area tecnica
- Allenatore: Roberto Piazza
- Allenatore in seconda: Marco Camperi
- Scout man: Paolo Perrone
- Responsabile settore giovanile: Vanni Benenti

Area comunicazione
- Ufficio stampa: Martina Pollini
- Fotografo: Alessandro Pizzi

Area marketing
- Biglietteria: Alice Rizzetto

Area sanitaria
- Responsabile staff medico: Luigi Sesana
- Medico: Angelo Mosca, Massimiliano Piatti
- Preparatore atletico: Giovanni Rossi
- Assistente preparatore atletico: Daniele De Ceglie
- Fisioterapista: Marco Rampazzo, Matteo Zurek

## Rosa
| N° | Nome                  | Ruolo | Data di nascita   | Nazionalità sportiva |
| -- | --------------------- | ----- | ----------------- | -------------------- |
| 1  | Barthélémy Chinenyeze | C     | 28 febbraio 1998  | Francia              |
| 2  | Matteo Staforini      | L     | 23 maggio 2003    | Italia               |
| 5  | Nicola Daldello       | P     | 6 maggio 1983     | Italia               |
| 7  | Yuri Romanò           | O     | 26 luglio 1997    | Italia               |
| 8  | Matteo Maiocchi       | S     | 30 settembre 1998 | Italia               |
| 9  | Jean Patry            | O     | 27 dicembre 1996  | Francia              |
| 11 | Matteo Piano          | C     | 24 ottobre 1990   | Italia               |
| 12 | Leandro Mosca         | C     | 5 settembre 2000  | Italia               |
| 14 | Yūki Ishikawa         | S     | 11 dicembre 1995  | Giappone             |
| 15 | Jovan Djokic          | S     | 21 dicembre 1993  | Svizzera             |
| 16 | Paolo Porro           | P     | 27 ottobre 2001   | Italia               |
| 17 | Thomas Jaeschke       | S     | 4 settembre 1993  | Stati Uniti          |
| 18 | Nicola Pesaresi       | L     | 11 febbraio 1991  | Italia               |

## Mercato
| Acquisti | Acquisti              | Acquisti    | Acquisti   |
| R.       | Nome                  | da          | Modalità   |
| -------- | --------------------- | ----------- | ---------- |
| C        | Barthélémy Chinenyeze | Callipo     | definitivo |
| S        | Jovan Djokic          | Chênois     | definitivo |
| S        | Thomas Jaeschke       | NBV         | definitivo |
| S        | Matteo Maiocchi       | Tricolore   | definitivo |
| P        | Paolo Porro           | Modena      | definitivo |
| O        | Yuri Romanò           | Emma Villas | definitivo |

| Cessioni | Cessioni          | Cessioni           | Cessioni   |
| R.       | Nome              | a                  | Modalità   |
| -------- | ----------------- | ------------------ | ---------- |
| S        | Luka Bašić        | Callipo            | definitivo |
| C        | Jan Kozamernik    | Asseco Resovia     | definitivo |
| S        | Stephen Maar      | Top Volley Latina  | definitivo |
| S        | Matteo Meschiari  | Prata              | definitivo |
| P        | Riccardo Sbertoli | Trentino           | definitivo |
| S        | Tine Urnaut       | Jastrzębski Węgiel | definitivo |
| O        | Luan Weber        | Altekma            | definitivo |

## Risultati

### Superlega

#### Girone di andata
| 2ª Giornata Andata - 17 ottobre 2021 Palalido, Milano          | Powervolley Milano | 3 - 2 | Milano             | 18-25, 27-25, 25-15, 20-25, 15-8  |
| 3ª Giornata Andata - 30 ottobre 2021 PalaBanca, Piacenza       | You Energy         | 3 - 2 | Powervolley Milano | 16-25, 25-21, 26-24, 20-25, 15-6  |
| 4ª Giornata Andata - 3 novembre 2021 PalaMaiata, Vibo Valentia | Callipo            | 0 - 3 | Powervolley Milano | 20-25, 29-31, 23-25               |
| 5ª Giornata Andata - 7 novembre 2021 Mediolanum Forum, Assago  | Powervolley Milano | 0 - 3 | Lube               | 26-28, 26-28, 23-25               |
| 6ª Giornata Andata - 13 novembre 2021 PalaEvangelisti, Perugia | Sir Safety Perugia | 3 - 0 | Powervolley Milano | 25-20, 25-19, 25-12               |
| 7ª Giornata Andata - 21 novembre 2021 Palalido, Milano         | Powervolley Milano | 3 - 1 | Verona             | 24-26, 25-22, 25-20, 25-18        |
| 8ª Giornata Andata - 23 novembre 2021 Palalido, Milano         | Powervolley Milano | 2 - 3 | Top Volley Latina  | 34-32, 21-25, 33-31, 21-25, 13-15 |
| 9ª Giornata Andata - 27 novembre 2021 PalaDeAndré, Ravenna     | Porto Robur Costa  | 2 - 3 | Powervolley Milano | 24-26, 21-25, 25-23, 25-21, 12-15 |
| 10ª Giornata Andata - 5 dicembre 2021 Palalido, Milano         | Powervolley Milano | 3 - 1 | Padova             | 25-21, 25-21, 17-25, 26-24        |
| 11ª Giornata Andata - 8 dicembre 2021 PalaPanini, Modena       | Modena             | 3 - 0 | Powervolley Milano | 25-17, 25-20, 25-15               |
| 12ª Giornata Andata - 30 dicembre 2021 Palalido, Milano        | Powervolley Milano | 0 - 3 | Trentino           | 22-25, 18-25, 26-28               |
| 13ª Giornata Andata - 2 gennaio 2022 PalaMazzola, Taranto      | Prisma Taranto     | 2 - 3 | Powervolley Milano | 29-27, 22-25, 16-25, 25-21, 10-15 |

#### Girone di ritorno
| 7ª Giornata - 26 gennaio 2022 Palazzetto dello sport, Monza                | Milano             | 0 - 3 | Powervolley Milano | 22-25, 16-25, 22-25               |
| 8ª Giornata - 6 gennaio 2022 Palalido, Milano                              | Powervolley Milano | 3 - 1 | You Energy         | 31-29, 23-25, 25-22, 25-18        |
| 9ª Giornata - 9 gennaio 2022 Palalido, Milano                              | Powervolley Milano | 3 - 0 | Callipo            | 25-18, 25-19, 25-13               |
| 10ª Giornata - 23 marzo 2022 PalaCivitanova, Civitanova Marche             | Lube               | 3 - 0 | Powervolley Milano | 25-22, 25-19, 25-22               |
| 11ª Giornata - 30 gennaio 2022 Palalido, Milano                            | Powervolley Milano | 1 - 3 | Sir Safety Perugia | 21-25, 19-25, 25-23, 20-25        |
| 12ª Giornata - 5 febbraio 2022 PalaOlimpia, Verona                         | Verona             | 3 - 2 | Powervolley Milano | 17-25, 25-15, 19-25, 25-23, 23-21 |
| 13ª Giornata - 13 febbraio 2022 Palazzetto dello Sport, Cisterna di Latina | Top Volley Latina  | 0 - 3 | Powervolley Milano | 21-25, 11-25, 24-26               |
| 14ª Giornata - 20 febbraio 2022 Palalido, Milano                           | Powervolley Milano | 3 - 1 | Porto Robur Costa  | 22-25, 25-18, 25-19, 25-19        |
| 15ª Giornata - 27 febbraio 2022 PalaSanLazzaro, Padova                     | Padova             | 0 - 3 | Powervolley Milano | 18-25, 20-25, 22-25               |
| 16ª Giornata - 17 febbraio 2022 Palalido, Milano                           | Powervolley Milano | 2 - 3 | Modena             | 25-21, 21-25, 21-25, 27-25, 10-15 |
| 17ª Giornata - 13 marzo 2022 PalaTrento, Trento                            | Trentino           | 3 - 2 | Powervolley Milano | 28-30, 25-21, 25-20, 23-25, 15-9  |
| 18ª Giornata - 20 marzo 2022 Palalido, Milano                              | Powervolley Milano | 3 - 1 | Prisma Taranto     | 25-17, 23-25, 25-18, 25-20        |

#### Play-off scudetto
| Quarti di finale (Gara 1) - 27 marzo 2022 PalaPanini, Modena | Modena             | 3 - 0 | Powervolley Milano | 25-13, 25-22, 25-23               |
| Quarti di finale (Gara 2) - 3 aprile 2022 Palalido, Milano   | Powervolley Milano | 2 - 3 | Modena             | 25-17, 14-25, 25-22, 18-25, 13-15 |

#### Play-off 5º posto
| 1ª Giornata - 16 aprile 2022 Palalido, Milano     | Powervolley Milano | 1 - 3 | Milano             | 25-13, 23-25, 23-25, 18-25 |
| 2ª Giornata - 24 aprile 2022 Palalido, Milano     | Powervolley Milano | 1 - 3 | Top Volley Latina  | 20-25, 25-21, 21-25, 16-25 |
| 3ª Giornata - 27 aprile 2022 PalaOlimpia, Verona  | Verona             | 1 - 3 | Powervolley Milano | 26-28, 25-22, 16-25, 25-27 |
| 4ª Giornata - 30 aprile 2022 PalaMazzola, Taranto | Prisma Taranto     | 0 - 3 | Powervolley Milano | 17-25, 23-25, 23-25        |
| 5ª Giornata - 3 maggio 2022 Palalido, Milano      | Powervolley Milano | 1 - 3 | You Energy         | 25-20, 27-29, 23-25, 19-25 |

### Coppa Italia
| Quarti di finale - 16 gennaio 2022 PalaCivitanova, Civitanova Marche | Lube     | 1 - 3 | Powervolley Milano | 22-25, 25-19, 20-25, 27-29 |
| Semifinali - 5 marzo 2022 Unipol Arena, Casalecchio di Reno          | Trentino | 3 - 0 | Powervolley Milano | 25-14, 25-20, 25-20        |

## Statistiche

### Statistiche di squadra
| Competizione | Punti | In casa | In casa | In casa | In trasferta | In trasferta | In trasferta | Totale | Totale | Totale |
| Competizione | Punti | G       | V       | P       | G            | V            | P            | G      | V      | P      |
| ------------ | ----- | ------- | ------- | ------- | ------------ | ------------ | ------------ | ------ | ------ | ------ |
| Superlega    | 48    | 16      | 7       | 9       | 15           | 8            | 7            | 31     | 15     | 16     |
| Coppa Italia | -     | 0       | 0       | 0       | 1            | 1            | 0            | 2      | 1      | 1      |
| Totale       | -     | 16      | 7       | 9       | 17           | 9            | 8            | 33     | 16     | 17     |

G = partite giocate; V = partite vinte; P = partite perse 

### Statistiche dei giocatori
| Giocatore    | Superlega | Superlega | Superlega | Superlega | Superlega | Coppa Italia | Coppa Italia | Coppa Italia | Coppa Italia | Coppa Italia | Totale | Totale | Totale | Totale | Totale |
| Giocatore    | P         | PT        | AV        | MV        | BV        | P            | PT           | AV           | MV           | BV           | P      | PT     | AV     | MV     | BV     |
| ------------ | --------- | --------- | --------- | --------- | --------- | ------------ | ------------ | ------------ | ------------ | ------------ | ------ | ------ | ------ | ------ | ------ |
| N. Daldello  | 24        | 0         | 0         | 0         | 0         | 2            | 0            | 0            | 0            | 0            | 26     | 0      | 0      | 0      | 0      |
| J. Djokic    | 13        | 23        | 18        | 4         | 1         | 0            | 0            | 0            | 0            | 0            | 13     | 23     | 18     | 4      | 1      |
| Y. Ishikawa  | 30        | 354       | 304       | 26        | 24        | 2            | 16           | 15           | 1            | 0            | 32     | 370    | 319    | 27     | 24     |
| T. Jaeschke  | 30        | 442       | 378       | 32        | 32        | 2            | 25           | 23           | 0            | 2            | 32     | 467    | 401    | 32     | 34     |
| M. Maiocchi  | 21        | 14        | 8         | 1         | 5         | 0            | 0            | 0            | 0            | 0            | 21     | 14     | 8      | 1      | 5      |
| L. Mosca     | 27        | 60        | 37        | 22        | 1         | 2            | 1            | 1            | 0            | 0            | 29     | 61     | 38     | 22     | 1      |
| J. Patry     | 27        | 360       | 294       | 39        | 27        | 2            | 23           | 19           | 2            | 2            | 29     | 383    | 313    | 41     | 29     |
| N. Pesaresi  | 31        | 0         | 0         | 0         | 0         | 2            | 0            | 0            | 0            | 0            | 33     | 0      | 0      | 0      | 0      |
| M. Piano     | 29        | 204       | 117       | 84        | 4         | 2            | 12           | 8            | 3            | 1            | 31     | 216    | 125    | 87     | 5      |
| P. Porro     | 31        | 65        | 17        | 12        | 36        | 2            | 5            | 3            | 1            | 1            | 33     | 70     | 20     | 13     | 37     |
| Y. Romanò    | 24        | 141       | 124       | 5         | 12        | 2            | 8            | 7            | 0            | 1            | 26     | 149    | 131    | 5      | 13     |
| M. Staforini | 7         | 2         | 0         | 0         | 2         | 0            | 0            | 0            | 0            | 0            | 7      | 2      | 0      | 0      | 2      |

P = presenze; PT = punti totali; AV = attacchi vincenti; MV = muri vincenti; BV = battute vincenti